# LOADHIGH
컴퓨팅에서 LOADHIGH (줄여서 LH)는 프로그램을 기본 메모리 대신 상위 메모리 영역(UMA)에 로드하기 위해 사용되는 COMMAND.COM의 내장 도스 명령어이다.
이 명령어는 1991년 MS-DOS / PC DOS 5.0에 도입되었으며, 1990년 DR DOS 5.0에 일찍이 도입된 내장 HILOAD 명령어를 그대로 가져온 것이다. DR DOS 6.0은 1991년에 이 변경된 이름의 지원을 또한 추가하였다.

## 개요
IBM PC의 설계상 이유로 도스는 640 KiB 장벽이라는 것 때문에 고통을 받았다. 기본 메모리로 알려진 이 메모리 영역의 크기는 고정된 값이며 실제로 설치된 시스템 메모리의 크기와는 독립적이었다. 추가 메모리 지원을 위해 다양한 스킴(EMS, XMS 참고), 도스 확장자가 개발되었으나 기본 메모리는 여전히 호환성 문제를 이유로 사용되었다. 런타임 시에 기본 메모리 부분 중 상당한 부분을 수많은 응용 프로그램들이 사용하면서 자원 부족 현상이 일었다. 이에 따라 메모리를 많이 잡아먹는 응용 프로그램을 실행하기 앞서 마우스 드라이버나 디스크 캐시 드라이버(예: 스마트드라이브) 등 일부 TSR 프로그램들을 상위로 이동시킬 필요가 있었다. 이는 프로그램 이름을 매개변수로 지정하여 LOADHIGH를 호출하면 달성할 수 있었다.
CONFIG.SYS 내에서 TSR을 로드하려면 LOADHIGH 명령어 대신 INSTALLHIGH 디렉티브를 사용하여야 했다. 장치 드라이버에 사용할 경우 LOADHIGH와 동등한 일을 하는 것이 DEVICEHIGH(일반적으로 CONFIG.SYS 안에서만 사용 가능)이다. 이것들은 DR DOS 6.0 이상에서도 지원된다. DR DOS 5.0 이상 또한 각각 HIINSTALL, HIDEVICE를 지원한다.
현대의 수많은 운영 체제들은 현재 플랫 메모리 모델 지원과 더불어 보호 모드로 동작하며 640 KB 제약이 없다. LOADHIGH 및 기타 기본 메모리 해제 방식은 대부분 구식으로 되었다.
LOADHIGH는 MS-DOS와 MS OS/2 버전 1.x 호환성을 유지하기 위해 윈도우 XP MS-DOS 하위 시스템의 일부분으로 차지한다. 윈도우 XP 64비트 에디션에서는 사용할 수 없으며 더 새로운 윈도우 운영 체제의 명령 인터프리터에서 또한 사용이 불가능하다.

## 같이 보기
- DOSDATA
- HIINSTALLLAST
- 도스 명령어 목록

## 참고 문헌
- Cooper, Jim (2001). 《Special Edition Using MS-DOS 6.22, Third Edition》. en:Que Publishing. ISBN 978-0789725738.
- Kathy Ivens; Brian Proffit (1993). 《OS/2 Inside & Out》. S&P 글로벌. ISBN 978-0078818714.